# 波塔羅-錫帕魯尼區
波塔羅-錫帕魯尼區（第八區）是圭亞那的10個行政區之一，位於該國西部，首府設於馬迪亞，北鄰庫尤尼-馬扎魯尼區，東毗上德梅拉拉-伯比斯區和東伯比斯-科蘭太因區，南臨上塔庫圖-上埃塞奎博區，西接巴西，面積20,051平方公里，2002年人口10,095。
4°46′11″N 59°15′55″W / 4.769702°N 59.265391°W
1. ↑  Macmillan Publishers. . . Oxford: Macmillan Caribbean. 2009: 37. ISBN 9780333934173.